# Maestro di Oropa

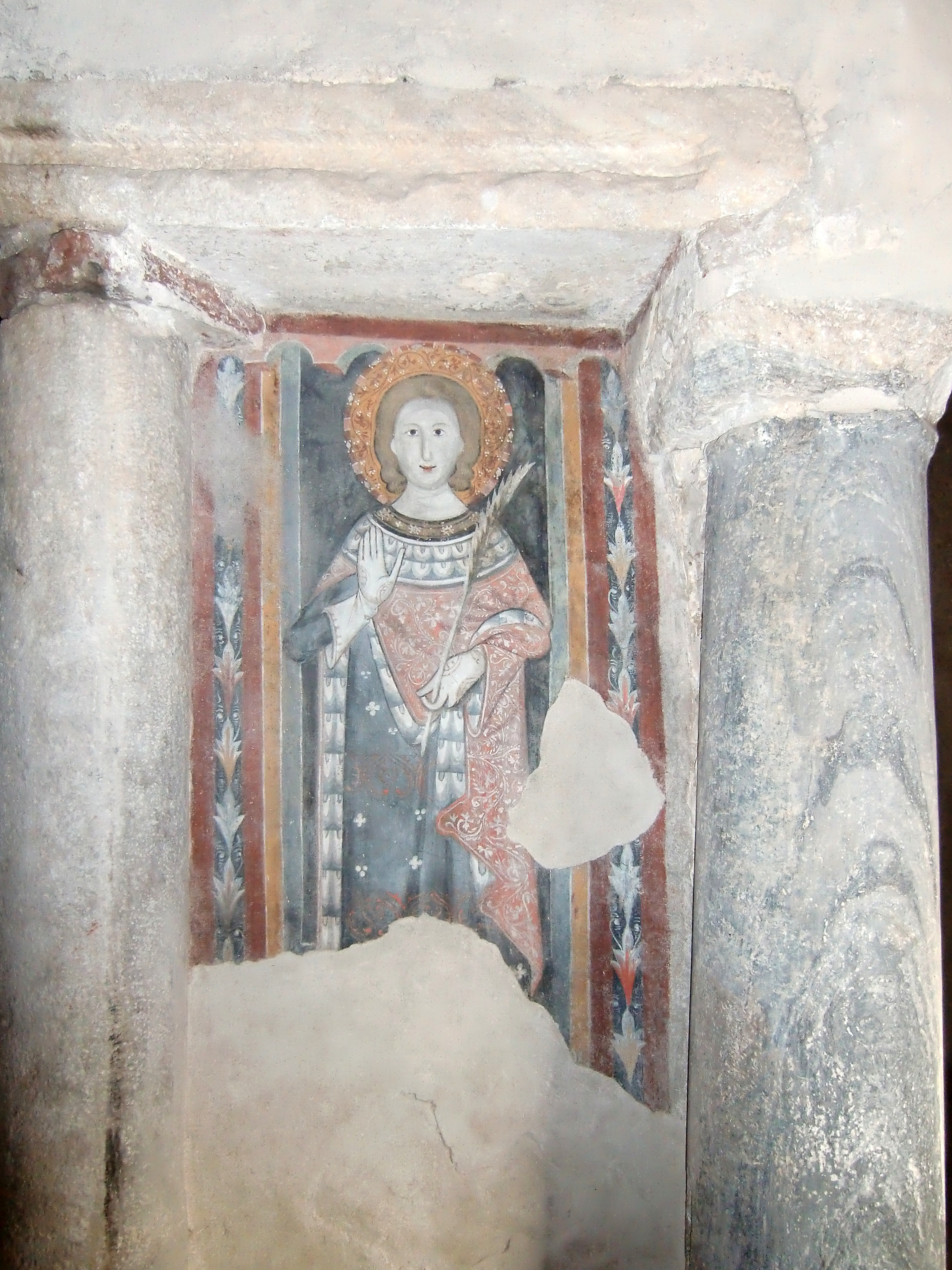
Duomo di Ivrea: Santo Martire

Maestro di Oropa (... – XIV secolo), fu un anonimo pittore attivo all'inizio del XIV secolo nel Biellese e nel Canavese.

## Opere
Il suo ciclo pittorico più famoso, dal quale deriva anche la designazione accademica dell'artista, è quello composto dagli affreschi che ornano il sacello più interno del Santuario di Oropa. Tra i temi raffigurati si trova la stella ad otto punte che divenne in seguito il simbolo araldico del santuario stesso.
Oltre che gli affreschi di Oropa al Maestro vengono attribuiti nel Biellese i dipinti della cappella gentilizia dal Castello di Valdengo  ed alcuni degli affreschi presenti all'interno del battistero di Biella. Questi ultimi furono eseguiti tra il 1318 e il 1319 in parte dal maestro stesso e in parte, probabilmente, dalla sua bottega.
Gli è stata inoltre attribuita la figura di un santo affrescata sul pilastro del campanile meridionale nel deambulatorio del Duomo di Ivrea. Questa mostra un giovane dalla folta chioma e vestito con eleganza che tiene in mano la palma del martirio.
Il Maestro di Oropa avrebbe direttamente influenzato vari artisti del Piemonte nord-orientale ed in particolare l'autore degli affreschi di San Giovanni al Monte di Quarona (VC).